# Neaxiopsis
Neaxiopsis är ett släkte av kräftdjur. Neaxiopsis ingår i familjen Axiidae.
Kladogram enligt Catalogue of Life:
| Neaxiopsis | \| \| Neaxiopsis euryrhynchus \| \| \| \| \| \| Neaxiopsis gundlachi \| \| \| \| \| \| Neaxiopsis orientalis \| \| \| \| |
|            | \| \| Neaxiopsis euryrhynchus \| \| \| \| \| \| Neaxiopsis gundlachi \| \| \| \| \| \| Neaxiopsis orientalis \| \| \| \| |
|            | Acanthaxius |
|            | |
|            | Allaxius |
|            | |
|            | Anophthalmaxius |
|            | |
|            | Axiopsis |
|            | |
|            | Axiorygma |
|            | |
|            | Axius |
|            | |
|            | Bouvieraxius |
|            | |
|            | Calaxius |
|            | |
|            | Calocarides |
|            | |
|            | Coralaxius |
|            | |
|            | Dorphinaxius |
|            | |
|            | Eiconaxius |
|            | |
|            | Eutrichocheles |
|            | |
|            | Marianaxius |
|            | |
|            | Neaxius |
|            | |
|            | Oxyrhynchaxius |
|            | |
|            | Parascytoleptus |
|            | |
|            | Paraxiopsis |
|            | |
|            | Paraxius |
|            | |
|            | Platyaxius |
|            | |
|            | Scytoleptus |
|            | |
|            | Spongiaxius |
|            | |
|            | Neaxiopsis euryrhynchus                                                                                                  |
|            | |
|            | Neaxiopsis gundlachi |
|            | |
|            | Neaxiopsis orientalis |
|            | |

|  | Neaxiopsis euryrhynchus |
|  |                         |
|  | Neaxiopsis gundlachi    |
|  |                         |
|  | Neaxiopsis orientalis   |
|  |                         |